# White Feathers
White Feathers è l'album di debutto del gruppo musicale pop rock / new wave britannica dei Kajagoogoo, pubblicato, in vinile e su cassetta, nel 1983, uscito in CD nel 1993, e ristampato in compact disc, in versione rimasterizzata, nel 2004, con 8 bonus tracks. Tranne la prima edizione in compact disc, edita dalla piccola etichetta One Way Records, il disco è sempre stato realizzato per la major EMI.
Composto per lo più dal bassista Nick Beggs e dal cantante Limahl, che ne hanno scritto quasi tutti i testi, su musiche dei Kajagoogoo al completo, il 33 giri contiene il più grande successo del gruppo: Too Shy.

## Il disco
Il lavoro ha goduto dell'illustre produzione di Nick Rhodes, il tastierista storico dei Duran Duran, e di Colin Thurston, all'epoca produttore abituale degli stessi Duran Duran. La traccia #5, l'ultima del Lato 1 delle edizioni in vinile e in cassetta, l'omonimo strumentale, intitolato appunto "Kajagoogoo", con un solo breve ritornello cantato, verso la fine, prima della coda finale, che consiste nel semplice ma efficace spelling del nome del gruppo, creativo quanto musicale (a cui si fa colloquialmente riferimento anche come a "Kajagoogoo Theme", ma, all'epoca, una popolare versione live fu trasmessa sul celebre programma The Tube, annunciata dalla grafica sovraimpressa sullo schermo come "Preparing Myself for a Fall", che non è in realtà un'altra canzone, ma il verso del ritornello di un altro inedito, "Interview Rooms"), è stata prodotta invece da Tim Palmer e dal gruppo stesso, responsabile anche di alcuni lati B inediti, originariamente non inclusi sul long playing, come "Animal Instincts" e "Introduction" (al 90% strumentale, se si esclude un'unica frase inintelligibile - quasi come la misteriosa «imbeccata» di "Too Shy" - ripetuta due volte, ed eseguita con l'effetto vocale al massimo). I testi di "Interview Rooms" e "Animal Instincts" sono entrambi di Nick Beggs, che sembra avere avuto un ruolo preponderante nel plasmare il suono iniziale dei Kajagoogoo, calibrato sul brano di apertura "White Feathers", che si tratti di coraggio o di vigliaccheria, e sulle due inedite di cui sopra, molto popolari anche nelle rispettive esecuzioni dal vivo.
Limahl entra pian piano in gioco, ma s'impone sùbito, collaborando al piccolo immediato (ma neanche tanto poi, visto che il brano nasce gradualmente, e il middle viene rimodellato poco prima dell'incisione finale) successo "Too Shy" e al riempitivo "Lies and Promises", che era l'ultimo nuovo brano che chiudeva i concerti del seguìto White Feathers Tour (vedi ultima sezione), prima del bis del terzo e ultimo singolo dall'album, "Hang on Now", per poi dar vita a "Magician Man" e al trascinante slogan sonoro del secondo singolo, il cui ritornello è interamente costruito sulla falsariga del precedente «Too... shy-shy, hush-hush, eye to eye» e batte e ribatte su una frase musicale che fa «Ooh... to be... aah: jetsetter! Be... aah... head start... ooh to be aah... look at me! ooh ooh... in something new...», frasi spezzate, insomma, in serrata rima percussiva tra loro, scritte da Limahl. Dopo un ritorno alla collaborazione Beggs/Limahl, a quest'ultimo è affidata la chiusura della tracklisting originaria del disco, con brani quali "This Car Is Fast", una delle prime canzoni ad essere uscite dalle session di registrazione della prima ora, e l'imbronciata "Frayo", dal titolo apparentemente misterioso e il suono prepotentemente synthpop. In generale, si potrebbe dire che i pezzi di Nick sono più incentrati sulla musica e su testi impegnati o comunque altamente poetici nella loro espressione delle cose trattate, mentre quelli di Limahl sono più incentrati sulla musicalità del testo, lasciando però altrettanto spazio al senso generale del brano.
Riassumendo, i brani scritti dai Kajagoogoo tutti insieme sono l'omonima Kajagoogoo, l'inedita B-side Interview Rooms, il mix strumentale di Too Shy, detto appunto «Too Shy (Instrumental Mix)», la prima delle otto bonus tracks sull'ultima edizione in digitale del 2004 per la EMI (la prima è di poco più di dieci anni prima). Ooh to Be Aah e Introduction sono le uniche di cui si specifica che anche l'arrangiamento è dei Kajagoogoo uniti, oltre alla musica, unico elemento sempre costante, ovviamente, nascendo la band come un quartetto strumentale, a cui Limahl si è aggiunto soltanto dopo il passaggio degli Art Nouveau di Nick Beggs, Stuart Neale, Steve Askew e Jez Strode a quintetto vocale-strumentale. Il testo di Ooh to Be Ah (intitolata inizialmente "Ooh to Be a", in cui la «a» era legata alla parola successiva, «jetsetter») è stato scritto dal solo Limahl, così come quelli di Magician Man, This Car Is Fast e Frayo. Le lyrics di Too Shy, Lies and Promises, il singolo potenziale Ergonomics, il secondo estratto Hang on Now - che sulla ristampa rimasterizzata compare anche nella più lunga "Hang on Now (Extended Version)" - e le bonus tracks 'Introduction e Too Shy (Midnight Mix) sono state tutte composte dalla collaborazione di Limahl e Nick Beggs, tutte su musiche dei Kajagoogoo. Infine, Nick Beggs è responsabile per i testi della title track "White Feathers" e delle inedite B-sides "Interview Rooms" e "Animal Instincts".

## La title track, i singoli e le varie edizioni
L'album prende il suo titolo dalla traccia di apertura della tracklisting originaria, "White Feathers", musica dei Kajagoogoo con lyrics di Nick Beggs. Il titolo significa, letteralmente, in italiano, «piume bianche», ritratte anche sulla copertina del disco, di cui esistono diverse versioni, a seconda dei vari paesi, con o senza i ragazzi sopra, al posto delle descrittive penne di colore bianco. Le «piume bianche» simboleggiano due cose opposte tra di loro, a seconda della varietà American o British della lingua e, di conseguenza, della relativa cultura. Infatti, se nel Regno Unito il simbolo per cui stanno è la cosiddetta codardia, viltà, mancanza di coraggio, pavidità, negli Stati Uniti d'America lo stesso simbolo si rovescia su sé stesso, e il significato è esattamente l'opposto: non vigliaccheria, bensì coraggio, arditezza.
D'altronde, la canzone introduce alla perfezione la hit che la segue da vicino (anche questo in realtà varia a seconda delle varie edizioni nei diversi paesi: nell'edizione americana, infatti, "Too Shy" precede "White Feathers", mentre la canzone che porta il titolo del 33 giri apre il disco nell'edizione europea; per inciso, la tracklisting dell'edizione statunitense in vinile e su musicassetta è la stessa del primo CD del 1993), "Too Shy", il cui titolo significa «troppo timida», mentre il testo tratta appunto della timidezza di una ragazza: la prima parola del brano è tongue-tied, che significa «zitto, silenzioso, tacito a causa di imbarazzo o timidezza», un sentimento che sembra andare di pari passo con la vigliaccheria; tra l'altro, la riproduzione grafica del testo originale riporta tongue tied, come due parole separate, senza trattino, con il significato letterale quindi di «lingua legata».

## Le ristampe
Dopo la performance del gruppo nel programma TV Bands Reunited, registrato nel 2003 e trasmesso dall'emittente statunitense VH1 nel 2004, si è riacceso l'interesse per i Kajagoogoo (in realtà mai spentosi del tutto, come testimoniano le numerose raccolte, susseguitesi nel corso degli anni, nonostante la completa inattività del gruppo), che ha spinto la EMI a ripubblicare, in quello stesso 2004, il catalogo storico della band, compreso il primo album. Il lavoro era già stato ristampato in CD nel 1993, da una piccola etichetta statunitense, la One Way Records, che l'aveva riproposto, con un essenziale libretto dei testi e la tracklisting USA, con i soli 10 brani originari e "Too Shy" come brano d'apertura, invece della title track "White Feathers", fatta scivolare in seconda posizione. L'edizione del 2004, invece, oltre ad essere completamente rimasterizzata, contiene ben otto tracce in più. Queste 8 bonus tracks comprendono 4 remix dei 3 singoli estratti (di "Too Shy" viene riproposto anche il remix strumentale) e i 4 lati B, all'epoca inediti, non contenuti nell'LP: "Take Another View", "Interview Rooms", "Animal Insticts" e "Introduction".

## Il video delWhite Feathers Tour
Dei quattro lati B inseriti sul CD del 2004, due, "Interview Rooms" e "Take Another View", erano già disponibili, nelle rispettive versioni live, sul VHS/Laserdisc intitolato White Feathers Tour, che contiene invece altre due inedite, "Over the Top" e "Monochromatic", non inserite nella ristampa rimasterizzata in compact disc. "Over the Top", ricantata da Limahl, verrà inserita, come "O.T.T. (Over The Top)", sul lato B di "Only for Love", mentre "Monochromatic", ricantata da Nick Beggs, ricomparirà, come "Monochromatic (Live)", sul lato B di "Big Apple" e poi sulla ristampa rimasterizzata in CD del secondo 33 giri del gruppo, Islands. La versione live di "Over the Top" è una breve performance a cappella, che comprende soltanto la prima e la seconda strofa e i primi due ritornelli, mentre quella rieseguita da Limahl come solista è integrale (3 strofe, 3 ritornelli e 1 middle). Ovviamente, il video dal vivo ripropone anche, in un diverso ordine, tutti e 10 i brani originali dell'album, con una doppia versione del terzo singolo, "Hang on Now", ricantato nel bis finale, e una breve introduzione iniziale, la cui versione integrale, "Introduction",  risuonata in studio, è contenuta sulla ristampa del 2004.

## Tracce
Musiche dei Kajagoogoo. Testi: vedi sotto, tra parentesi. Traccia #12, testi e musica: Kajagoogoo.

### LP/MC UK/Europa 1983
(EMI EMC 3433 / TC-EMC 3433)

Face A
1. "White Feathers" - 3:27 (Beggs)
2. Too Shy - 3:35 (Beggs, Limahl)
3. "Lies and Promises" - 3:50 (Beggs, Limahl)
4. "Magician Man" - 3:30 (Limahl)
5. "Kajagoogoo" - 3:08 (strumentale) (Kajagoogoo)

Face B
1. "Ooh to Be Ah" - 3:15 (Limahl)
2. "Ergonomics" - 3:01 (Beggs, Limahl)
3. "Hang on Now" - 3:15 (Beggs, Limahl)
4. "This Car Is Fast" - 3:22 (Limahl)
5. "Frayo" - 4:03 (Kajagoogoo)

### LP/MC USA 1983 - CD 1993
(EMI America ST-17094 / 4XT 17094 - One Way Records S21-17608)
1. "Too Shy" - 3:44 (Beggs, Limahl)
2. "White Feathers" - 3:27 (Nick Beggs)
3. "Lies and Promises" - 2:50 (Beggs, Limahl)
4. "Magician Man" - 3:41 (Limahl)
5. "Kajagoogoo" - 3:11 (strumentale)
6. "Ooh to Be Ah" - 3:12 (Limahl)
7. "Hang on Now" - 3:23 (Beggs, Limahl)
8. "Ergonomics" - 3:10 (Beggs, Limahl)
9. "This Car Is Fast" - 3:32 (Limahl)
10. "Frayo" - 4:15 (Limahl)

### CD 2004
Ristampa rimasterizzata CD del 1993, con 8 bonus tracks, di cui 4 remix dei 3 singoli e i 4 lati B inediti degli stessi.

(EMI e Capitol Records 7243 4 73962 2 9)
1. "White Feathers" - 3:27 (Nick Beggs)
2. "Too Shy" - 3:44 (Beggs, Limahl)
3. "Lies and Promises" - 2:50 (Beggs, Limahl)
4. "Magician Man" - 3:41 (Limahl)
5. "Kajagoogoo" - 3:11 (strumentale)
6. "Ooh to Be Ah" - 3:12 (Limahl)
7. "Ergonomics" - 3:10 (Beggs, Limahl)
8. "Hang on Now" - 3:23 (Beggs, Limahl)
9. "This Car Is Fast" - 3:32 (Limahl)
10. "Frayo" - 4:15 (Limahl)
11. "Too Shy (Instrumental Mix)" - 4:01 (strumentale)
12. "Take Another View" - 4:33 (Kajagoogoo)
13. "Interview Rooms" - 3:24 (Beggs)
14. "Animal Instincts" - 2:39 (Beggs)
15. "Introduction" - 5:09 (Beggs, Limahl)
16. "Too Shy (Midnight Mix)" - 5:27 (Beggs, Limahl)
17. "Ooh to Be Ah (The Construction Mix)" - 6:37 (Limahl)
18. "Hang on Now (Extended Version)" - 6:19 (Beggs, Limahl)

### VHS/Laserdisc 1983:White Feathers Tour
1. "Intro" - 0:15
2. "Kajagoogoo" - 3:10
3. "Interview Rooms" - 3:22
4. "This Car Is Fast" - 4:08
5. "Monochromatic" - 4:04
6. "Hang on Now" - 3:33
7. "Magician Man" - 4:36
8. "Take Another View" - 3:47
9. "Ooh to Be Ah" - 3:48
10. "Over the Top" (a cappella) - 0:49
11. "White Feathers" - 3:24
12. "Frayo" - 4:27
13. "Ergonomics" - 3:41
14. "Too Shy" - 3:46
15. "Lies and Promises" - 3:01
16. "Hang on Now" (bis) - 3:35

## Credits

### Formazione
- Limahl - voce e testi
- Steve Askew - chitarra
- Stuart Croxford Neale - tastiere, cori
- Nick Beggs - basso, seconda voce e testi
- Jez Strode - batteria

### Produzione
- Colin Thurston, Nick Rhodes: produzione
- Tim Palmer, Kajagoogoo: produzione #5

### Staff
- Shoot That Tiger: direzione artistica e design
- Ian Hooton: fotografia copertina
- Eric Watson: foto busta interna
- Toni & Guy: parrucchiere
- Paul Ryan: management
- Marcus & Dick: collaboratori speciali